# 다이 (집적 회로)

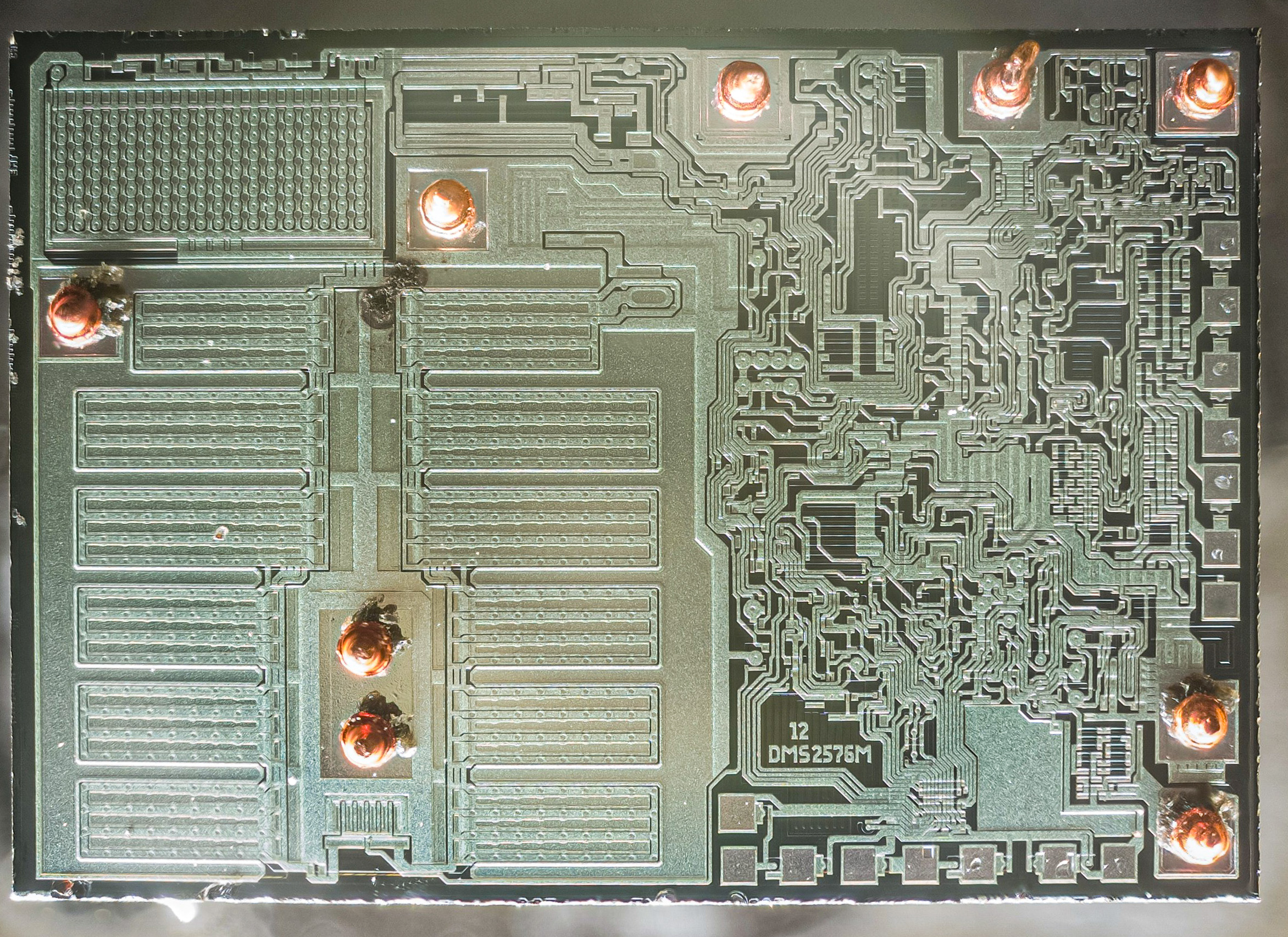
LM2576T 모놀리식 집적 회로 다이

다이(die)는 집적 회로의 맥락에서 주어진 기능 회로가 제조되는 작은 반도체 재료 블록이다. 일반적으로 집적 회로는 포토리소그래피와 같은 공정을 통해 전자 등급 단결정 실리콘 (EGS) 또는 다른 반도체 (비소화 갈륨 등)의 단일 웨이퍼 위에 대량으로 생산된다. 웨이퍼는 많은 조각으로 다이싱되어 각 조각은 회로의 복사본 하나를 포함한다. 이러한 조각 각각을 다이라고 한다.

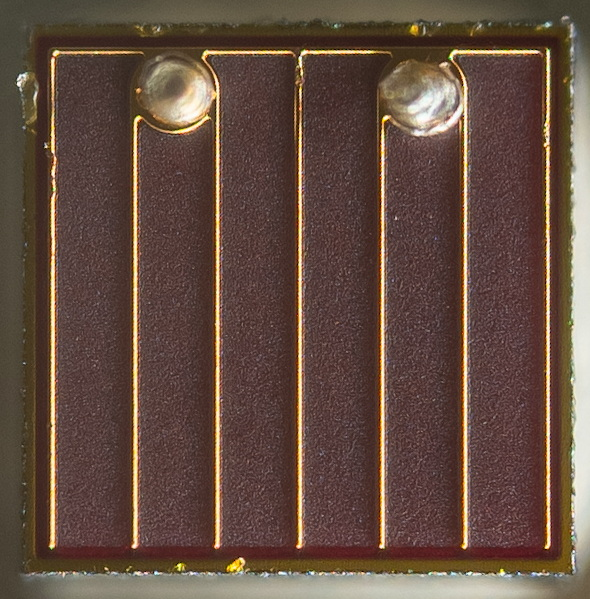
1와트 빨간색 전력 발광 다이오드 다이

일반적으로 사용되는 복수형은 dice, dies, die 세 가지이다. 취급과 인쇄 회로 기판으로의 통합을 단순화하기 위해 대부분의 다이는 다양한 형태로 패키징된다.

## 제조 과정
대부분의 다이는 실리콘으로 구성되며 집적 회로에 사용된다. 이 과정은 단결정 실리콘 주괴 생산으로 시작한다. 이러한 주괴는 최대 300mm 직경의 디스크로 슬라이스된다.

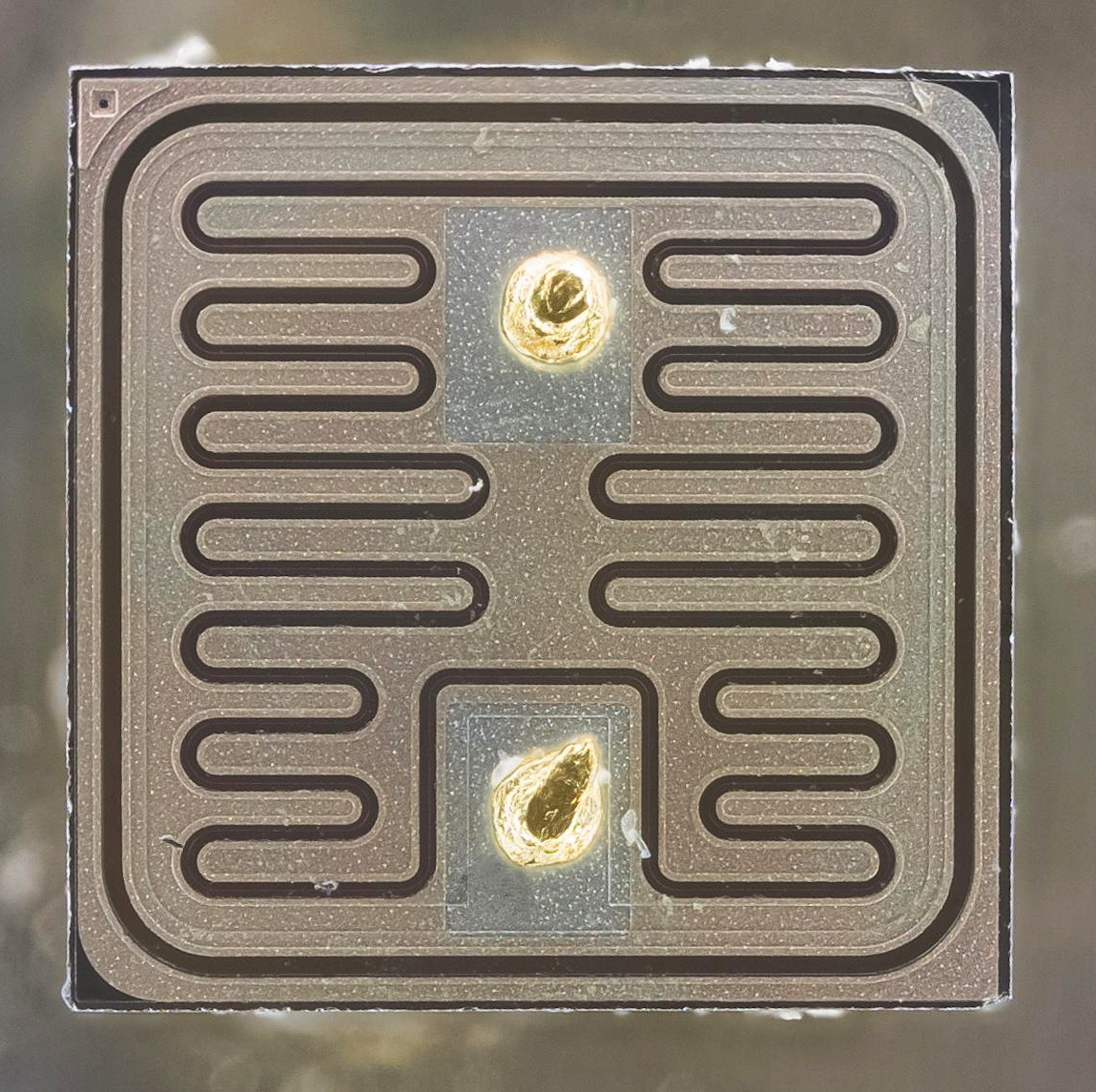
일반적인 접합형 트랜지스터. 다이의 크기는 대략 이다.

이러한 웨이퍼는 포토리소그래피를 거치기 전에 거울처럼 연마된다. 여러 단계에서 트랜지스터가 제조되고 금속 상호 연결 층으로 연결된다. 이러한 준비된 웨이퍼는 기능 테스트를 위해 웨이퍼 테스트를 거친다. 그런 다음 웨이퍼는 슬라이스되고 분류되어 결함이 있는 다이를 걸러낸다. 기능적인 다이는 패키징되고 완성된 집적 회로는 배송될 준비가 된다.

## 사용
다이는 다양한 유형의 회로를 수용할 수 있다. 집적 회로 다이의 일반적인 사용 사례 중 하나는 중앙 처리 장치 (CPU) 형태이다. 현대 기술의 발전으로 다이 내 트랜지스터의 크기는 무어의 법칙에 따라 기하급수적으로 줄어들었다. 다이의 다른 사용은 발광 다이오드 조명에서 전력 반도체 소자에 이르기까지 다양하다.

## 이미지
다이 이미지는 일반적으로 다이 사진이라고 불린다.

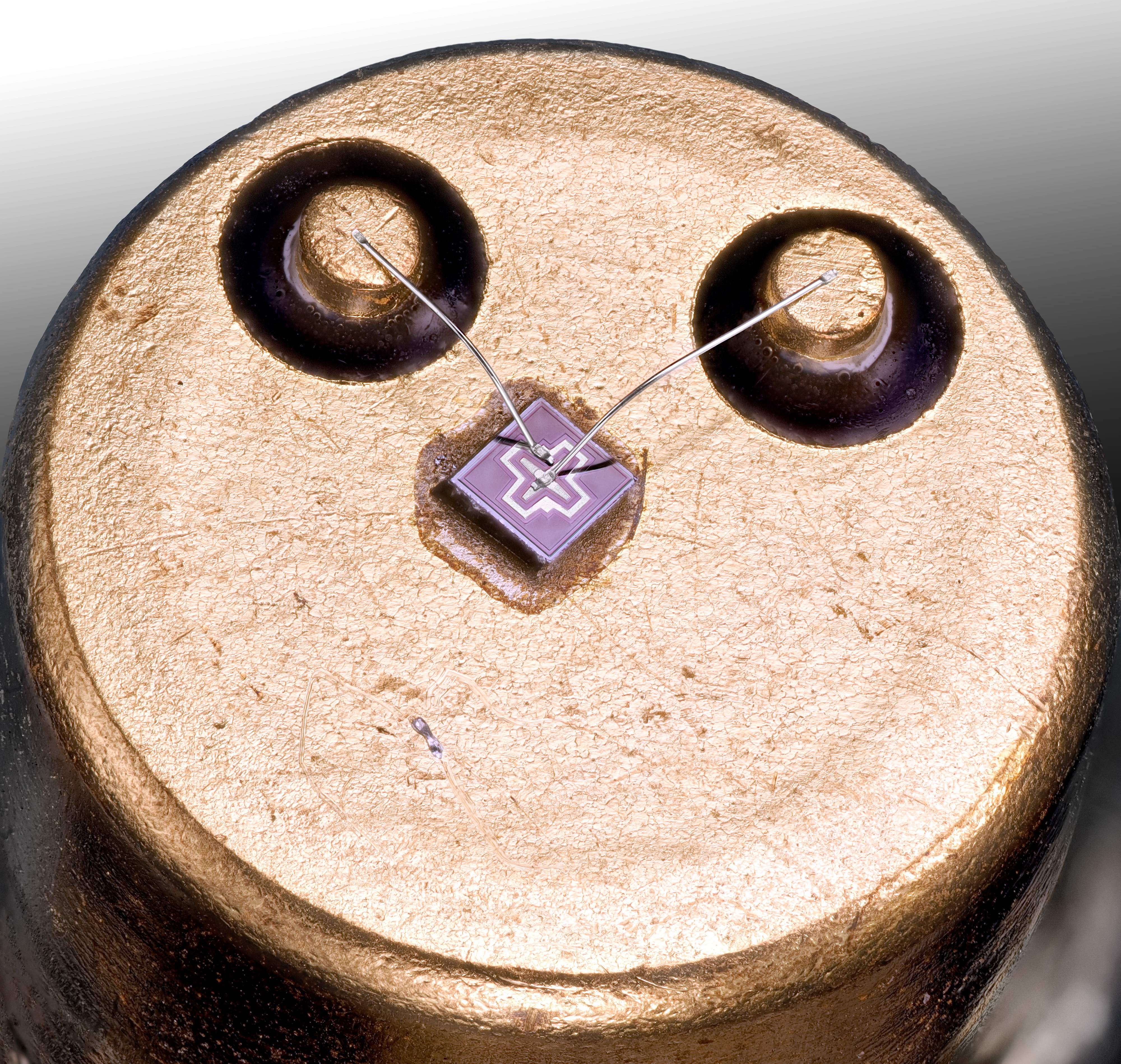
단일 NPN 접합형 트랜지스터 다이
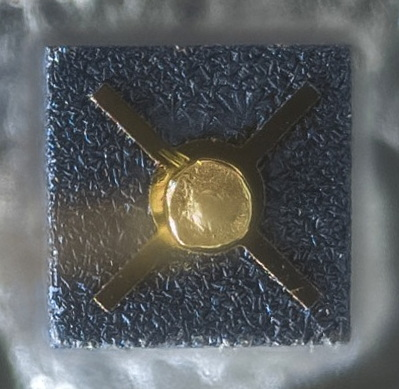
적외선 수신기 다이
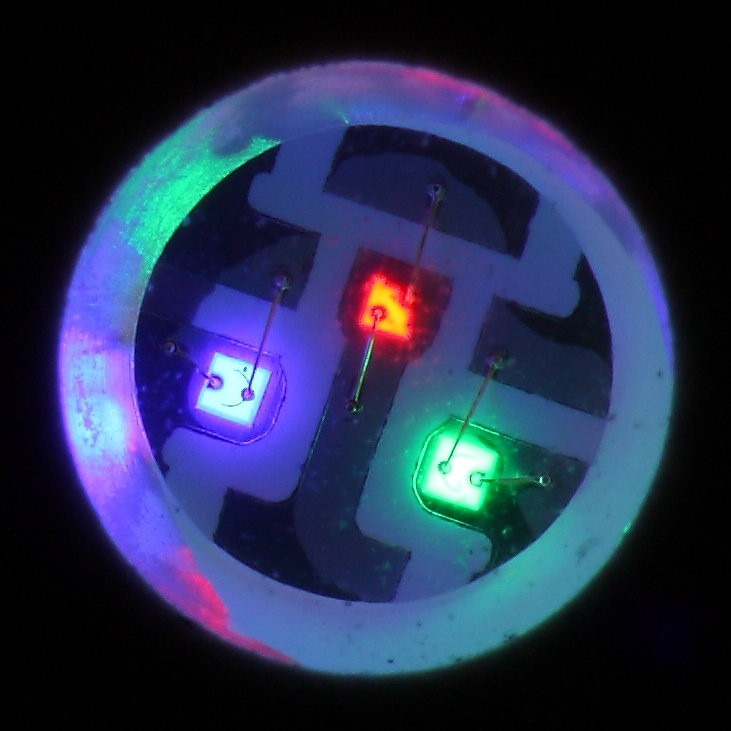
RGB 발광 다이오드 근접 촬영, 세 개의 개별 다이를 보여준다
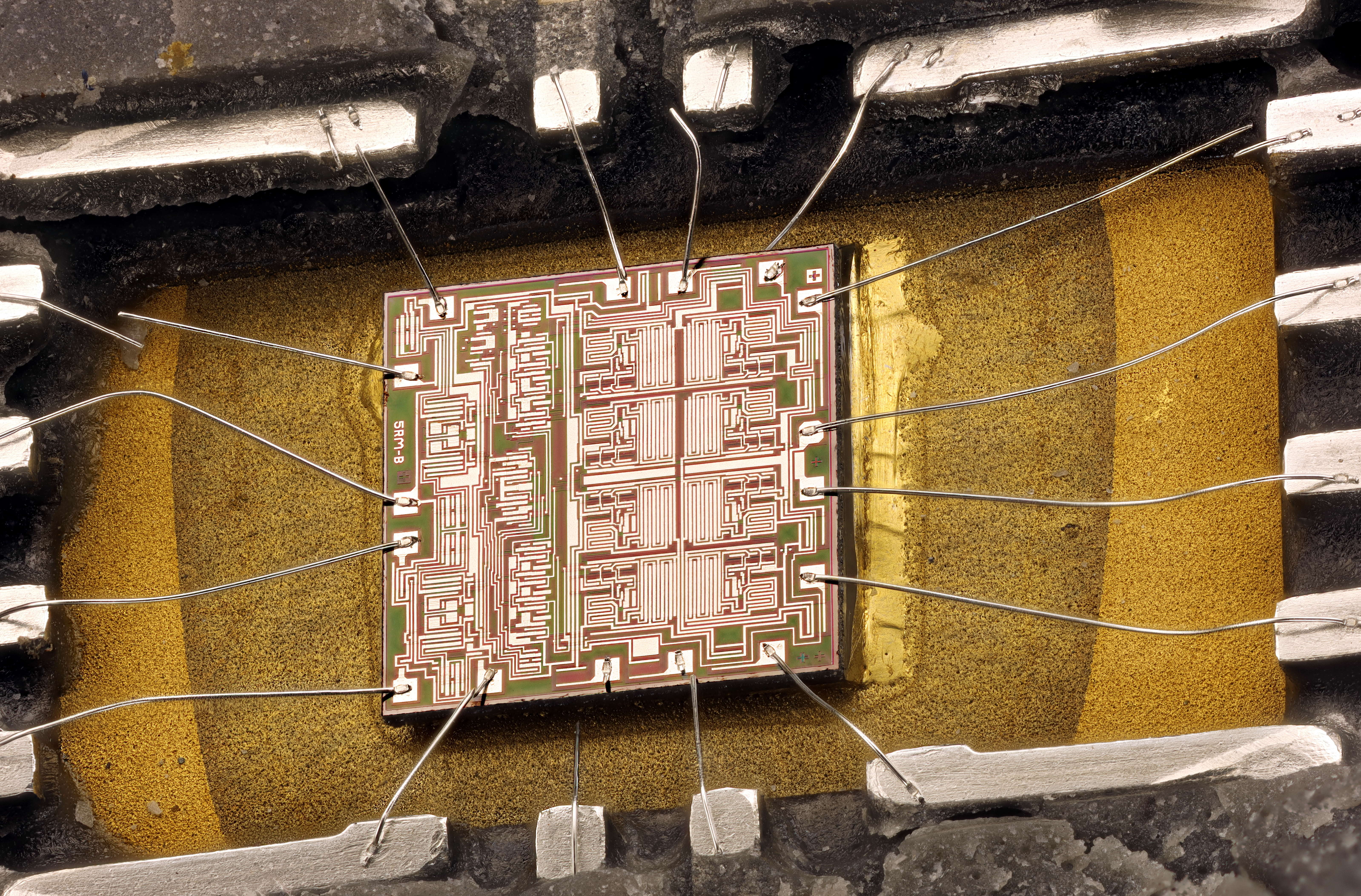
본드 와이어가 부착된 소규모 집적 회로 다이
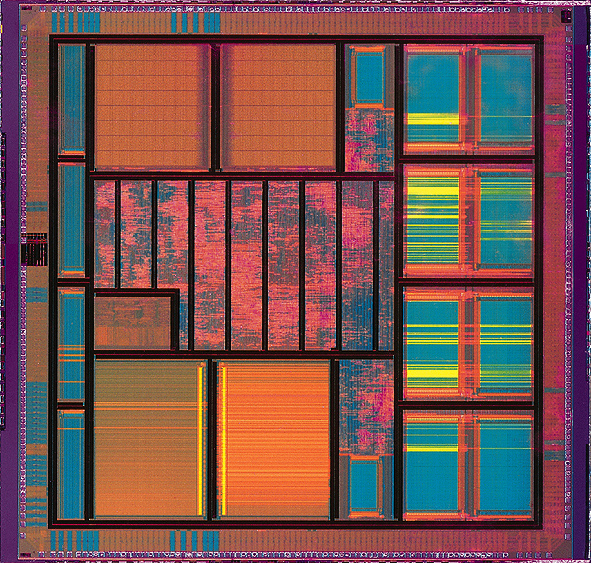
초고밀도 집적 회로 집적 회로 다이
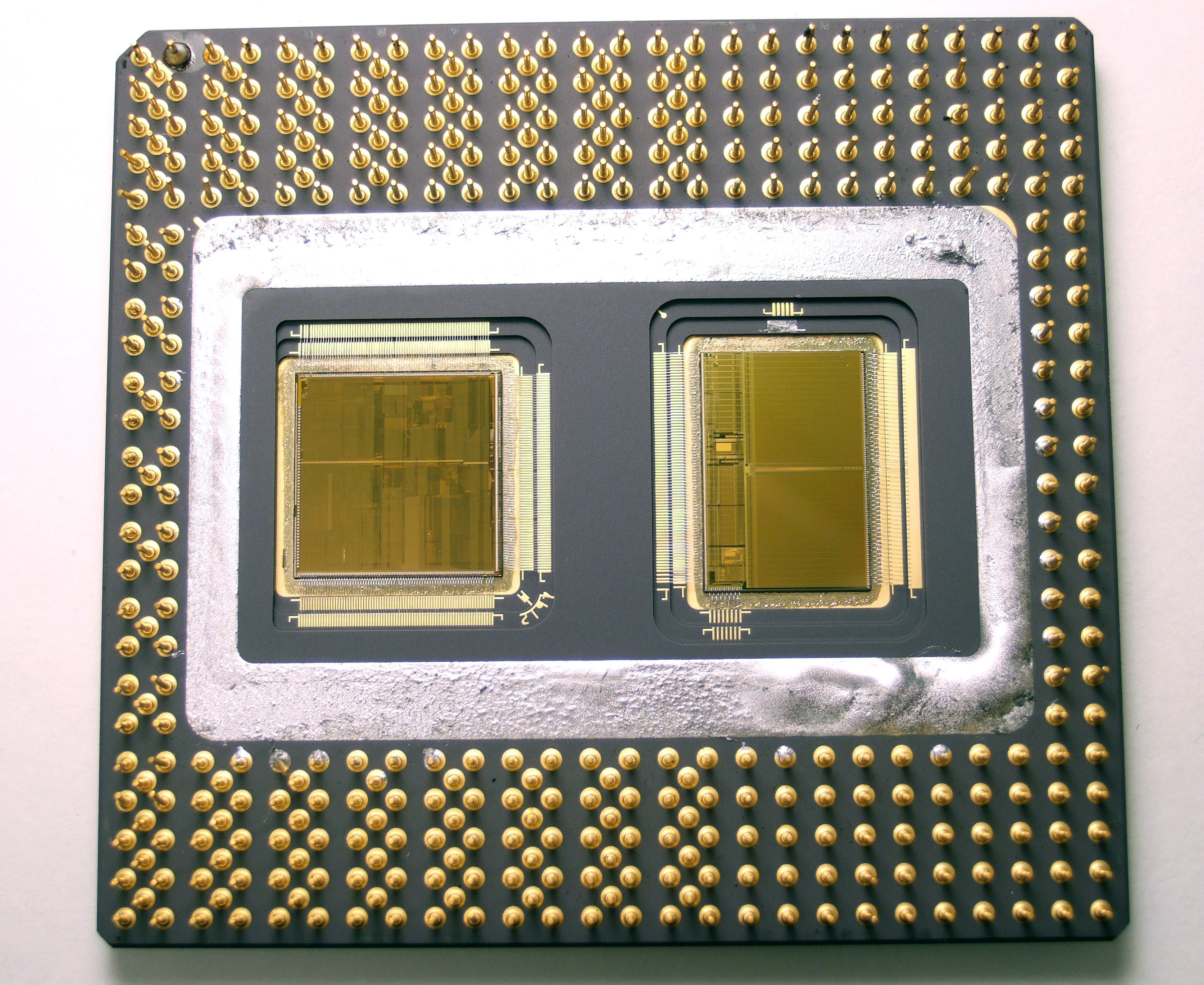
두 개의 다이가 하나의 칩 캐리어에 본딩됨
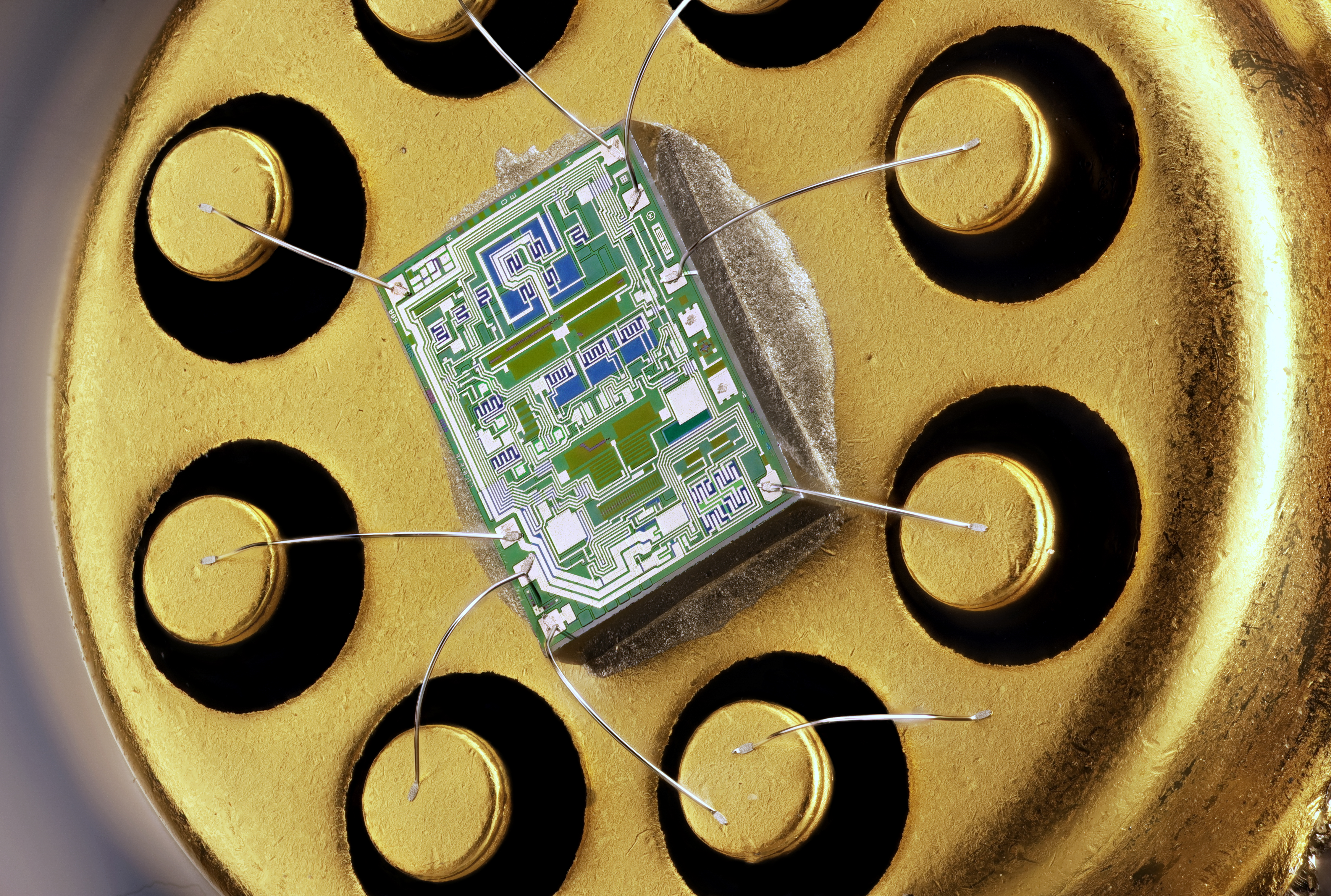
모놀리식 IC 연산 증폭기
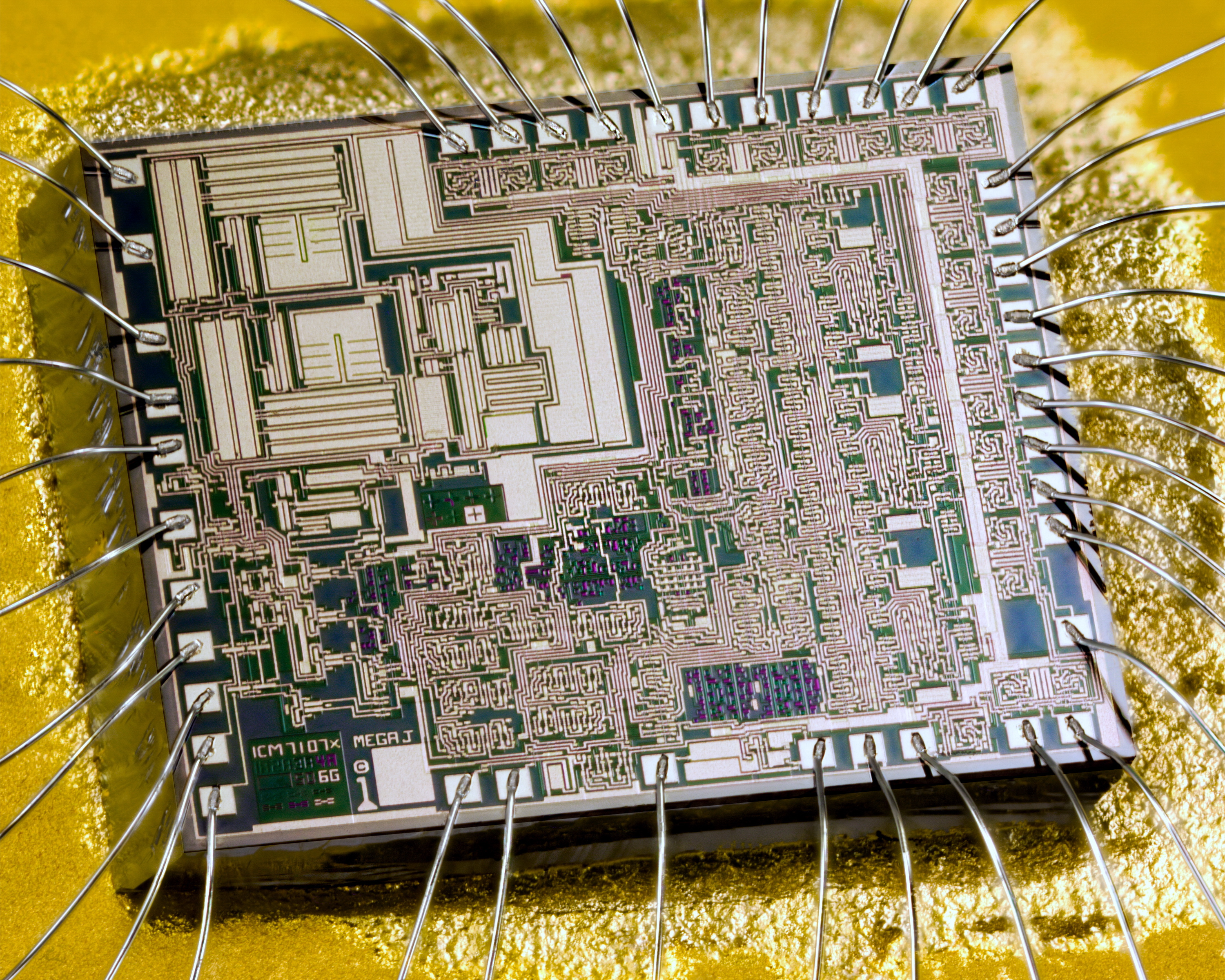
3 1/2 자릿수 단일 칩 A/D 변환기
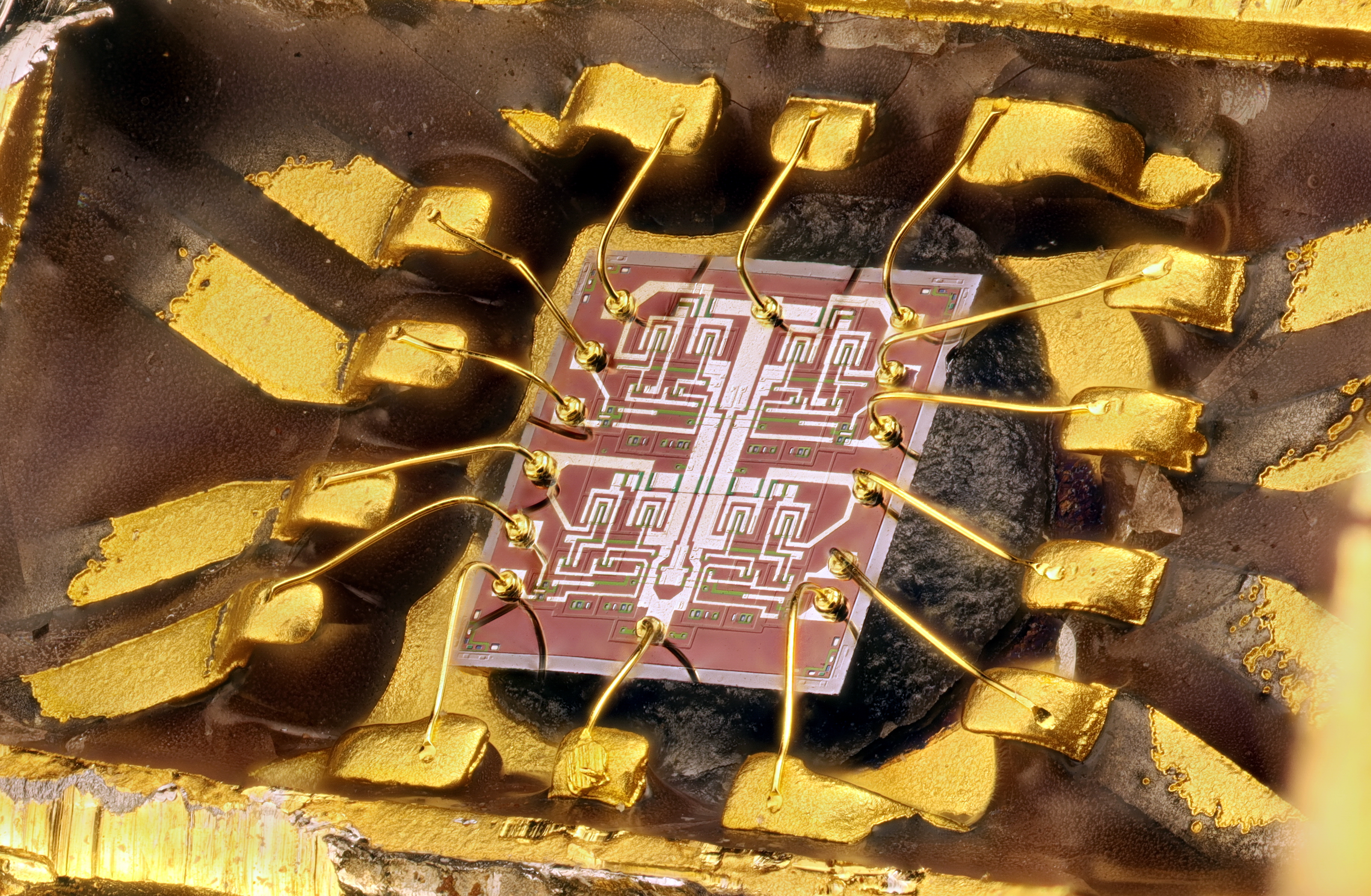
SN7400 쿼드 NAND 게이트 플랫 패키지. 1965년.
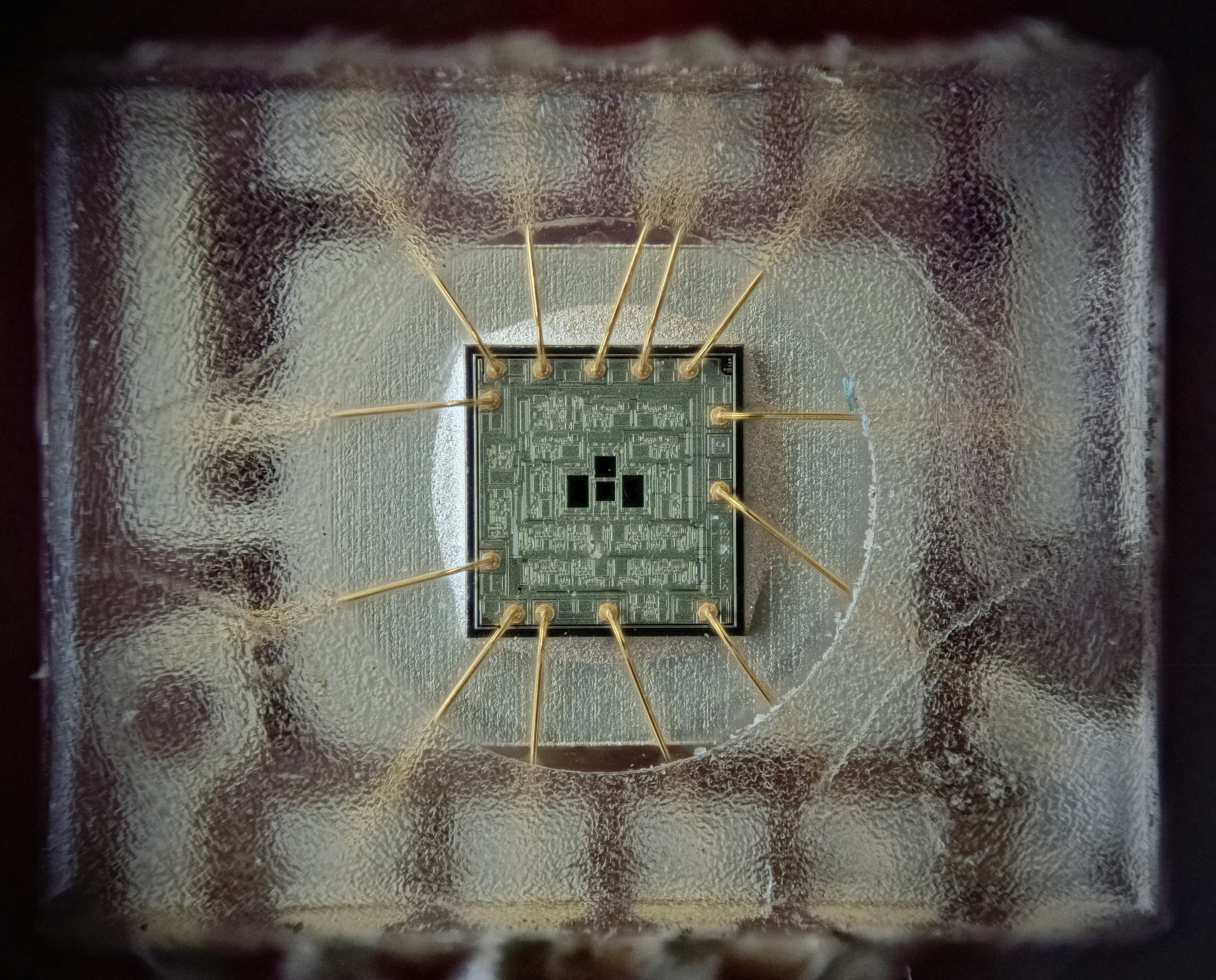
CD-ROM 드라이브 헤드 다이
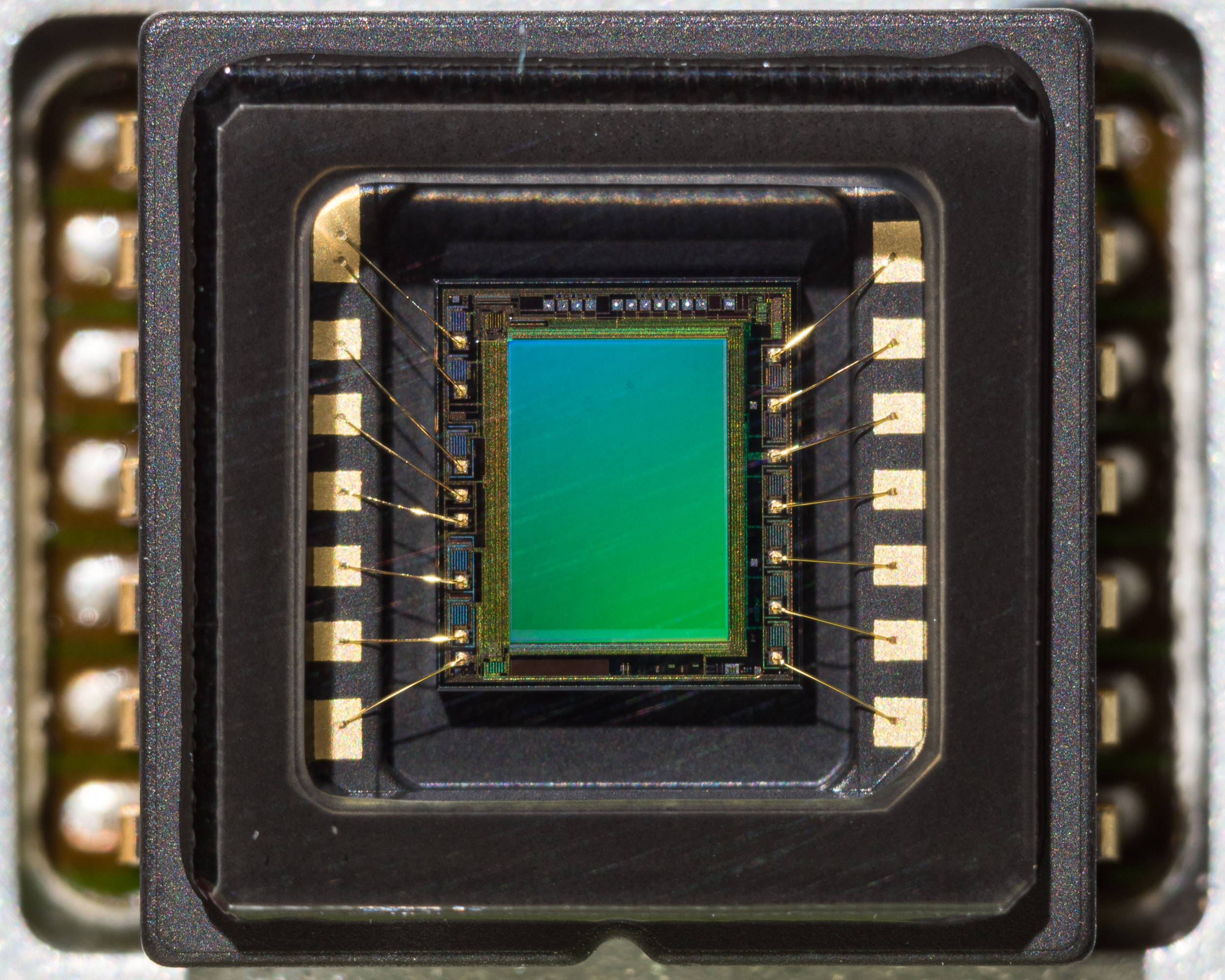
구형 보안 카메라 CCD 센서
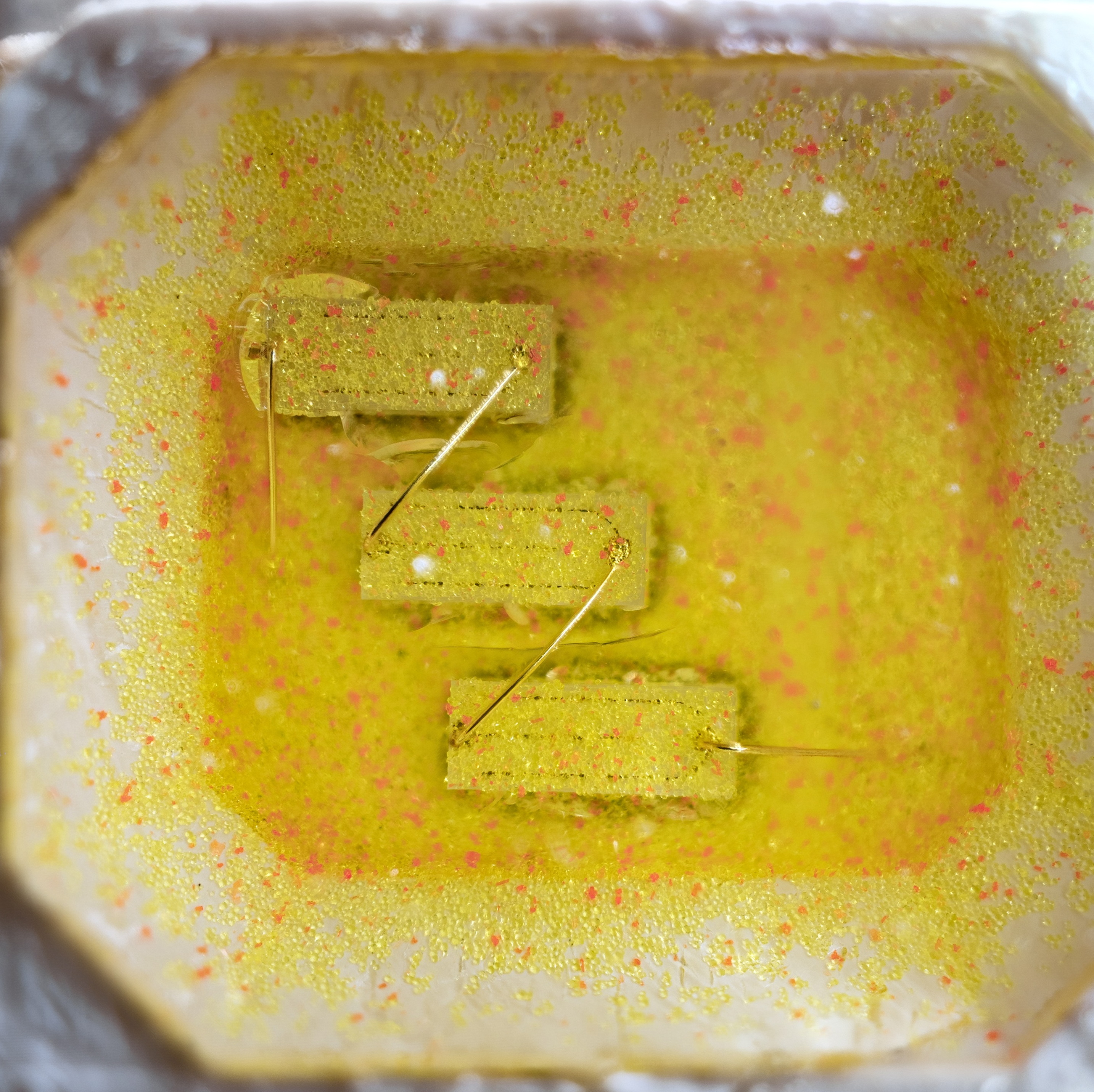
1와트 9볼트 SMD 발광 다이오드.
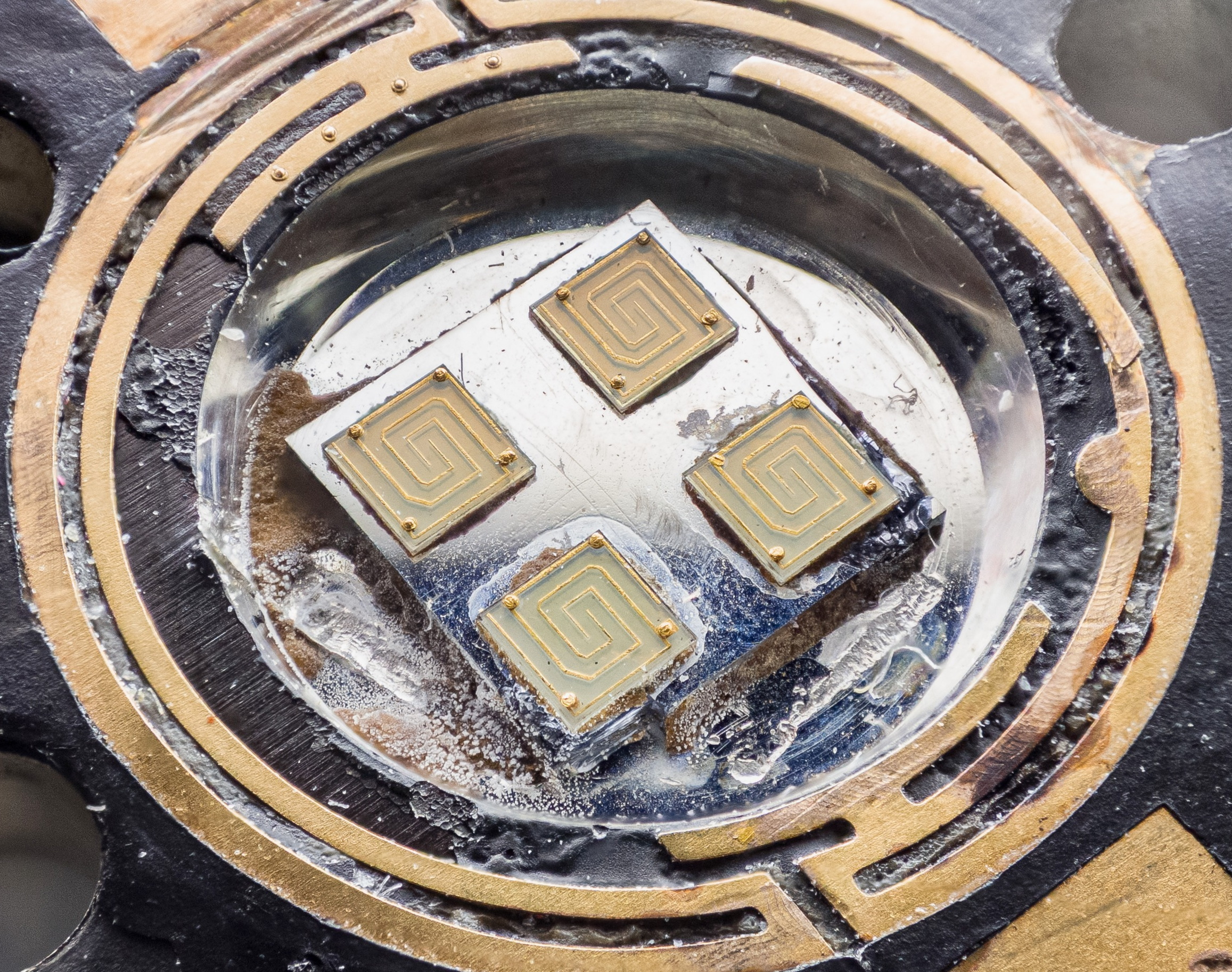
6볼트 3와트 전력 발광 다이오드. 형광체 제거 중 와이어 본딩 손상됨.

## 같이 보기
- 다이 준비
- 집적 회로 설계
- 와이어 본딩 및 볼 본딩